# Oleh Serbin
Oleh Maxymovych Serbin –en ucraniano, Олег Максимович Сербін– (11 de agosto de 2001) es un deportista ucraniano que compite en saltos de plataforma.
Ganó una medalla de plata en el Campeonato Europeo de Saltos de 2019, en la prueba sincronizada. Participó en los Juegos Olímpicos de Tokio 2020, ocupando el sexto lugar en la misma prueba.

## Palmarés internacional
| Campeonato Europeo | Campeonato Europeo | Campeonato Europeo | Campeonato Europeo     |
| Año                | Lugar              | Medalla            | Prueba                 |
| ------------------ | ------------------ | ------------------ | ---------------------- |
| 2019               | Kiev (Ucrania)     | Medalla de plata   | Plataforma 10 m sincro |